# 十日町街道
十日町街道（とおかまちかいどう）とは、信濃国飯山城下を起点として、越後国十日町宿を経由して小千谷宿を結ぶ街道。この呼び名は主に飯山など信濃側で使われ、越後側では「善光寺街道」の呼び名が一般的。江戸時代の宿駅制度の街道、往来ではないため、宿駅も定まっていない。

## 概要
日本海側からの物資を信濃に運ぶために、古くから交易路として使われた街道。飯山城下からは松代城下を経由して北国街道や北国西街道に接続する谷街道に、小千谷宿からは柏崎宿（新潟県柏崎市）に向かう魚沼街道（鯖石街道）に、それぞれ接続する。また十日町宿では北国街道の高田城下と三国街道の塩沢宿を結ぶ松之山街道と交差する。

## 代表的な宿
- 飯山城下（長野県飯山市）
- 十日町宿（新潟県十日町市）
- 小千谷宿（新潟県小千谷市）